# Centrum služeb a obchodu v Ústí nad Labem
Centrum služeb a obchodu v Ústí nad Labem je soubor budov lemujících pravou stranu Masarykovy ulice (10a – 34). Po demolici devatenácti činžovních domů historického jádra města v roce 1980 vznikl nový víceúčelový komplex. V jeho spodní části jsou postaveny obchody a nad nimi nové bytové jednotky. Samotná realizace polyfunkčního celku začala v roce 1983 ve stylu brutalismu pod vedením architektů Miroslava Těšínského, Miroslava Johanovského a Jana Zemana. Výstavba obytných bloků byla dokončena až v roce 1985. Mezi obchodní a obytnou částí je k dispozici korzo a celá stavba je ošetřena slunolamy.
Součástí centra byla část zvaná Merkur, podnik Restaurace a jídelny, která byla v roce 1989 znovu přestavěna na sídlo České pošty. Uvnitř původní budovy v salonku restaurace se nacházel obraz Nedělní odpoledne od Jiřího Novosada a tapisérie Jaro Antonína Procházky.

## Galerie

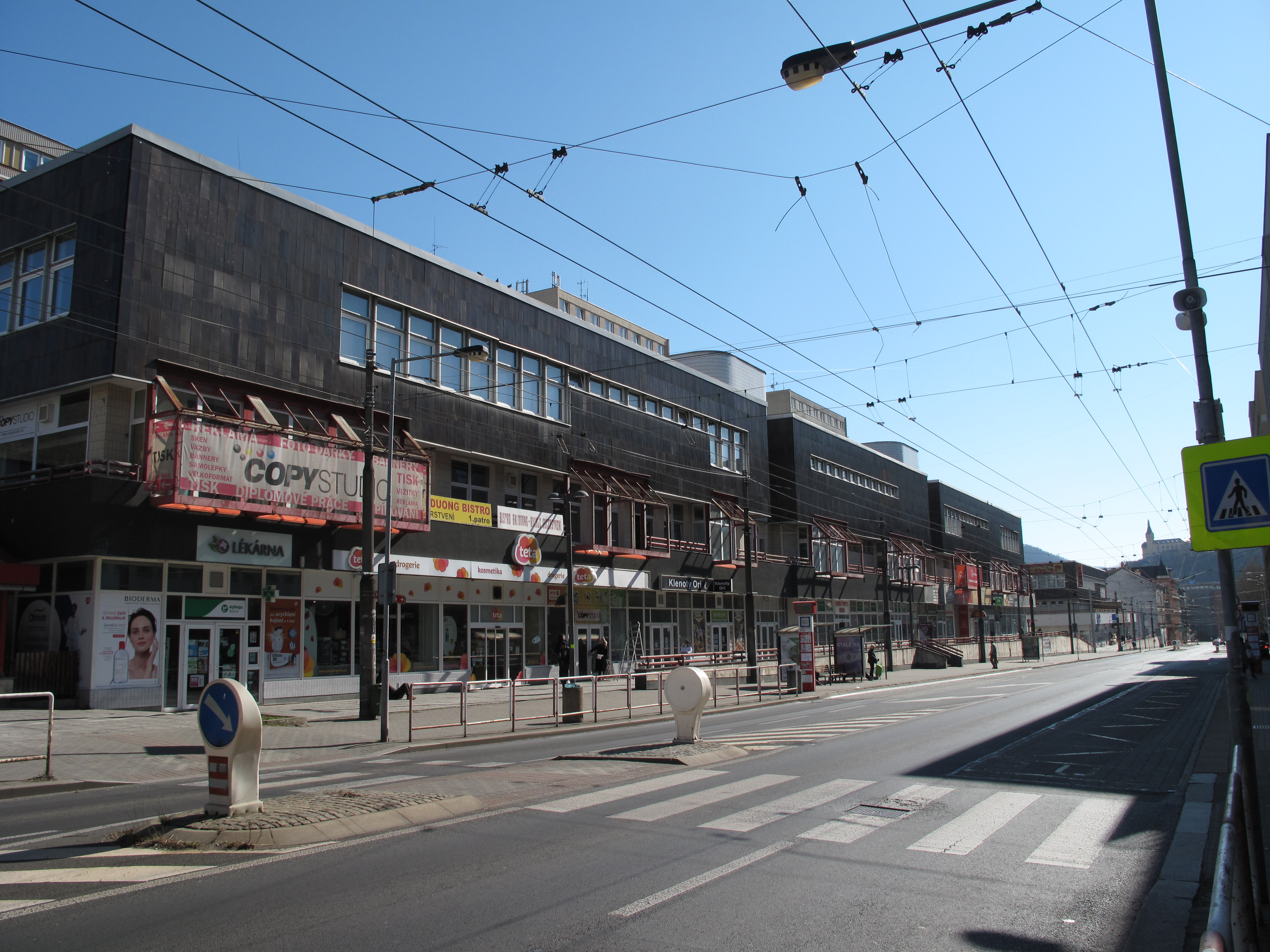
Pohled od hotelu Vladimir do centra
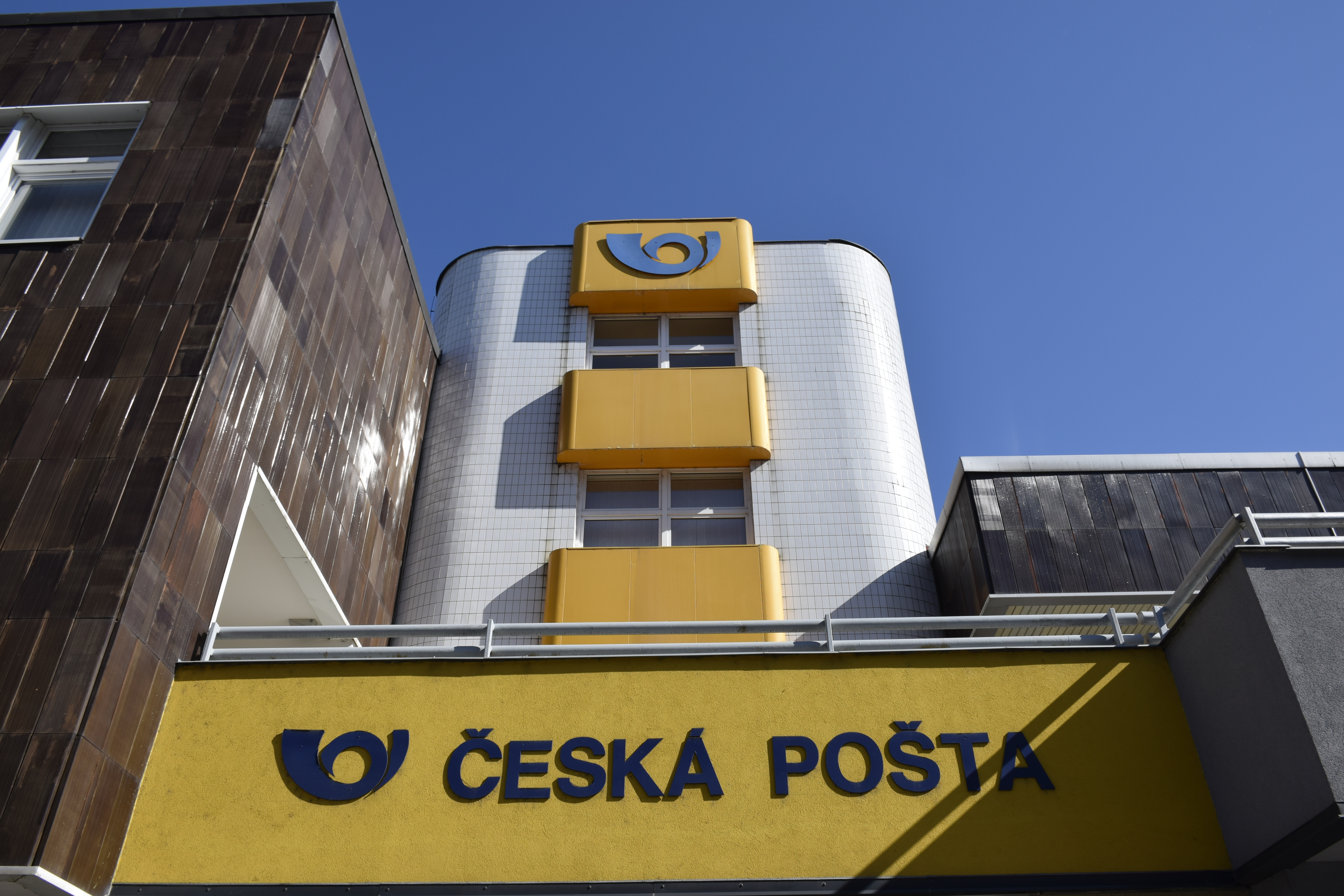
Kombinace obkladů, hnědě glazované hurdisky a bílé obkladačky
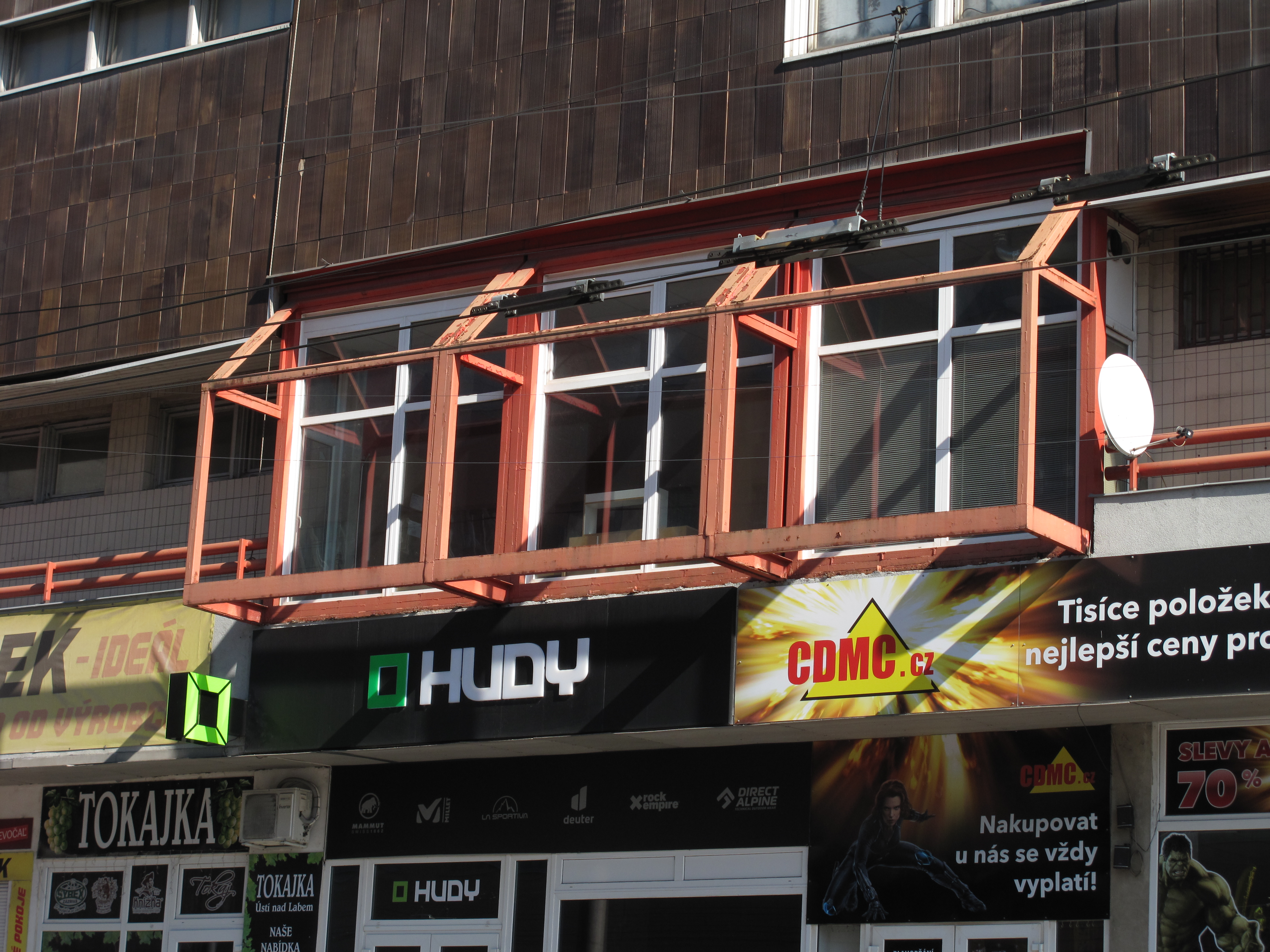
Pozůstatky slunolamů
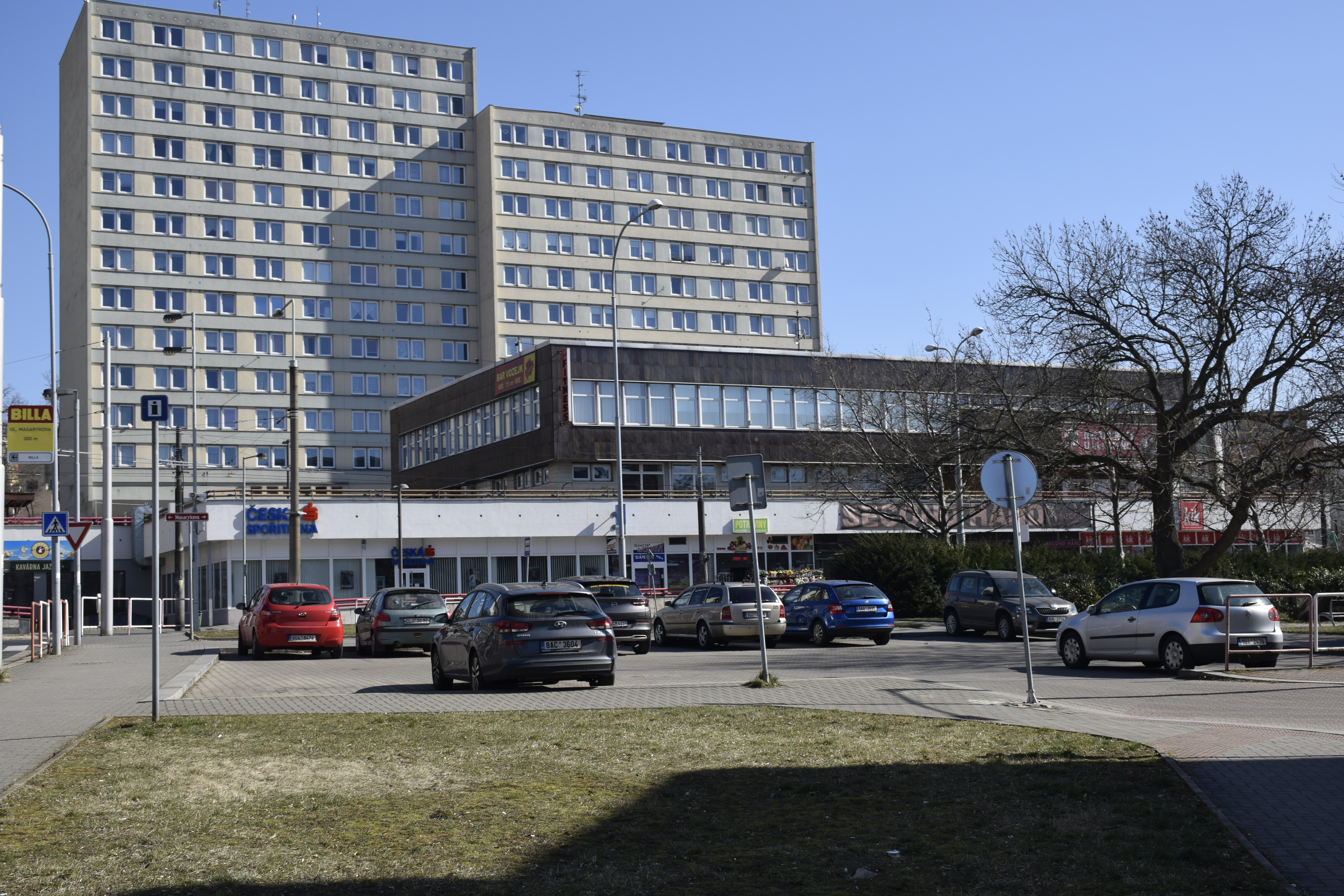
Pohled na paneláky za centrem
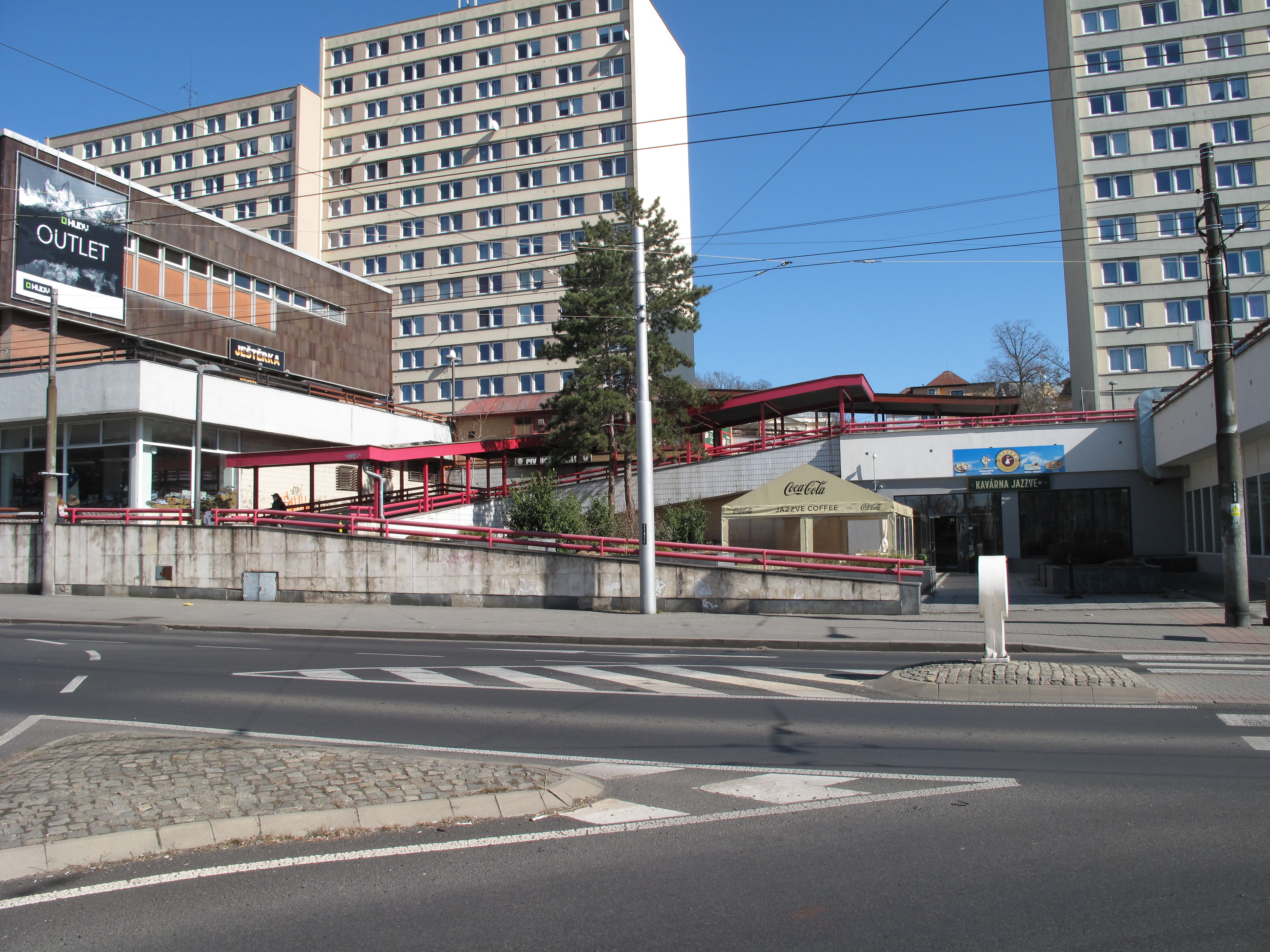
Průchod k centrálnímu korzu